# Божена
Боже́на, иногда Божана — женское славянское имя. Обозначает «божья», «благословенная» или «богом одарённая».
Это женское имя распространено в Польше, Чехии, Словакии, Словении, Литве.

## Распространённость в Чехии
Считается чешским вариантом имён Бенедикта и Теодора. В Чехии довольно распространено. На 1999 год в Чехии было 77 403 носительницы этого имени, в 2002 году это имя носило 72 261 человек, а в 2006 году — 61 102 человека. По частоте использования имя занимало 19, а затем 20 место, в настоящий[когда?] момент — 24 место в Чехии.
Число носительниц этого имени сокращается, это связано с тем, что им реже называют девочек, чем 50—70 лет назад.

## Именины
- Именины по католическому календарю (в Польше) — 13 марта и 20 июня. Также иногда указывается и дата именин 20 июля.
- Именины в Чехии — 11 февраля.
- Именины в Словении — 27 июля.
- Именины по православному календарю могут отмечаться в дни памяти святых Феоктисты (что значит «Богом созданная») и Феодосии (что значит «Богом данная»).